# Kozjak (bergskedja i Nordmakedonien)
Kozjak (makedonska: Козјак) är en bergskedja i Nordmakedonien, på gränsen till Serbien. Den ligger i den norra delen av landet, 50 kilometer nordost om huvudstaden Skopje.
Omgivningarna runt Kozjak är en mosaik av jordbruksmark och naturlig växtlighet. Runt Kozjak är det glesbefolkat, med 11 invånare per kvadratkilometer.